# Остеоглоссоморфы
Остеоглоссоморфы (лат. Osteoglossomorpha) — грандотряд инфракласса костистых рыб (Teleostei). Заметным членом данной группы является арапаима (Arapaima gigas), крупнейшая пресноводная рыба в Южной Америке и одна из самых крупных костистых рыб, живущих в настоящее время. Также в данную группу входят некоторые виды ископаемых рыб, в числе которых Lycoptera, обитавший 130 млн лет назад.

## Классификация
В состав клады включают следующие отряды:
- † Lycopteriformes
- Osteoglossiformes — Араванообразные
- Hiodontiformes — Гиодонтообразные, или луноглазкообразные